# Sneker Bloednacht

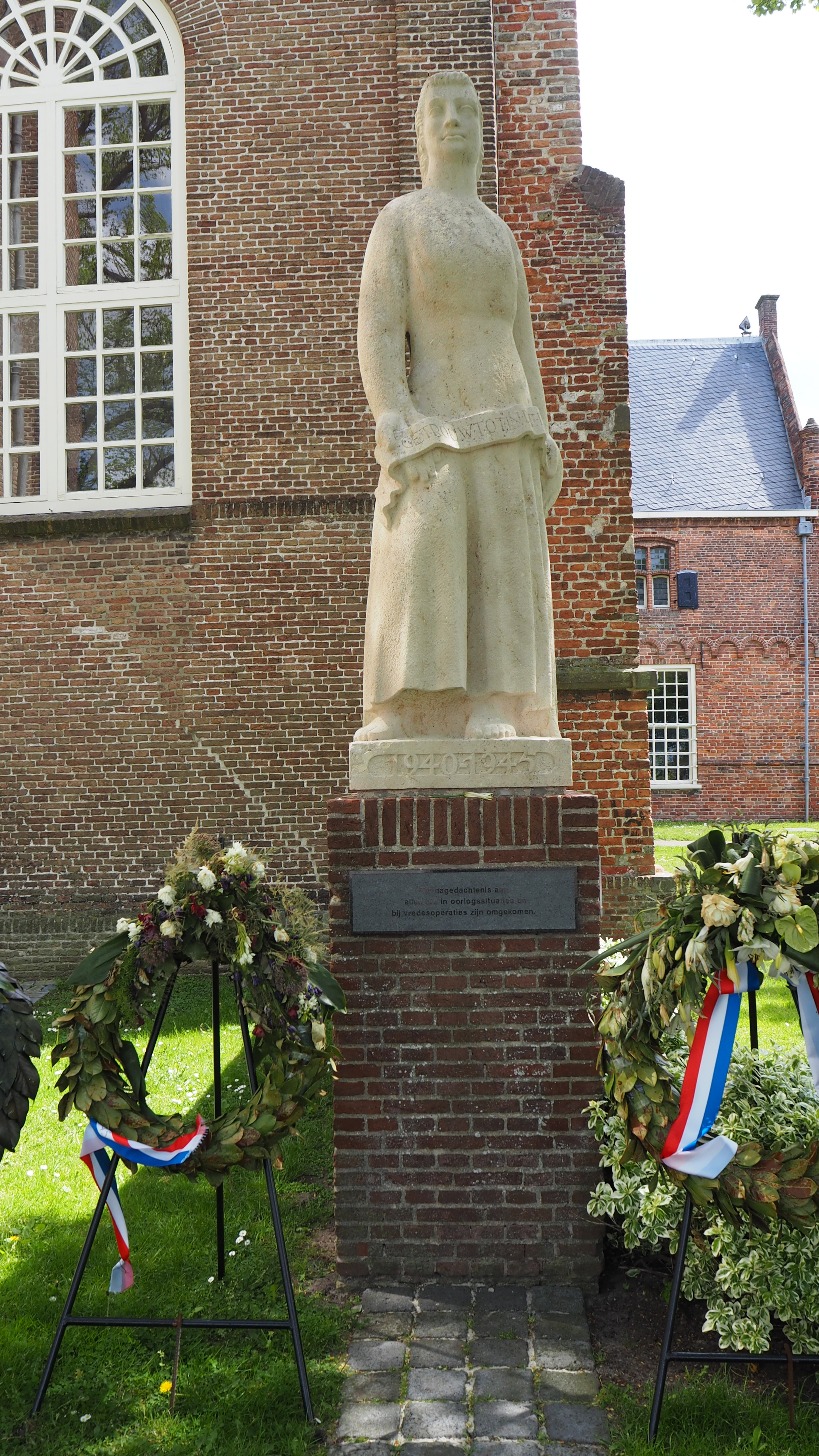
Het Oorlogsmonument van Sneek

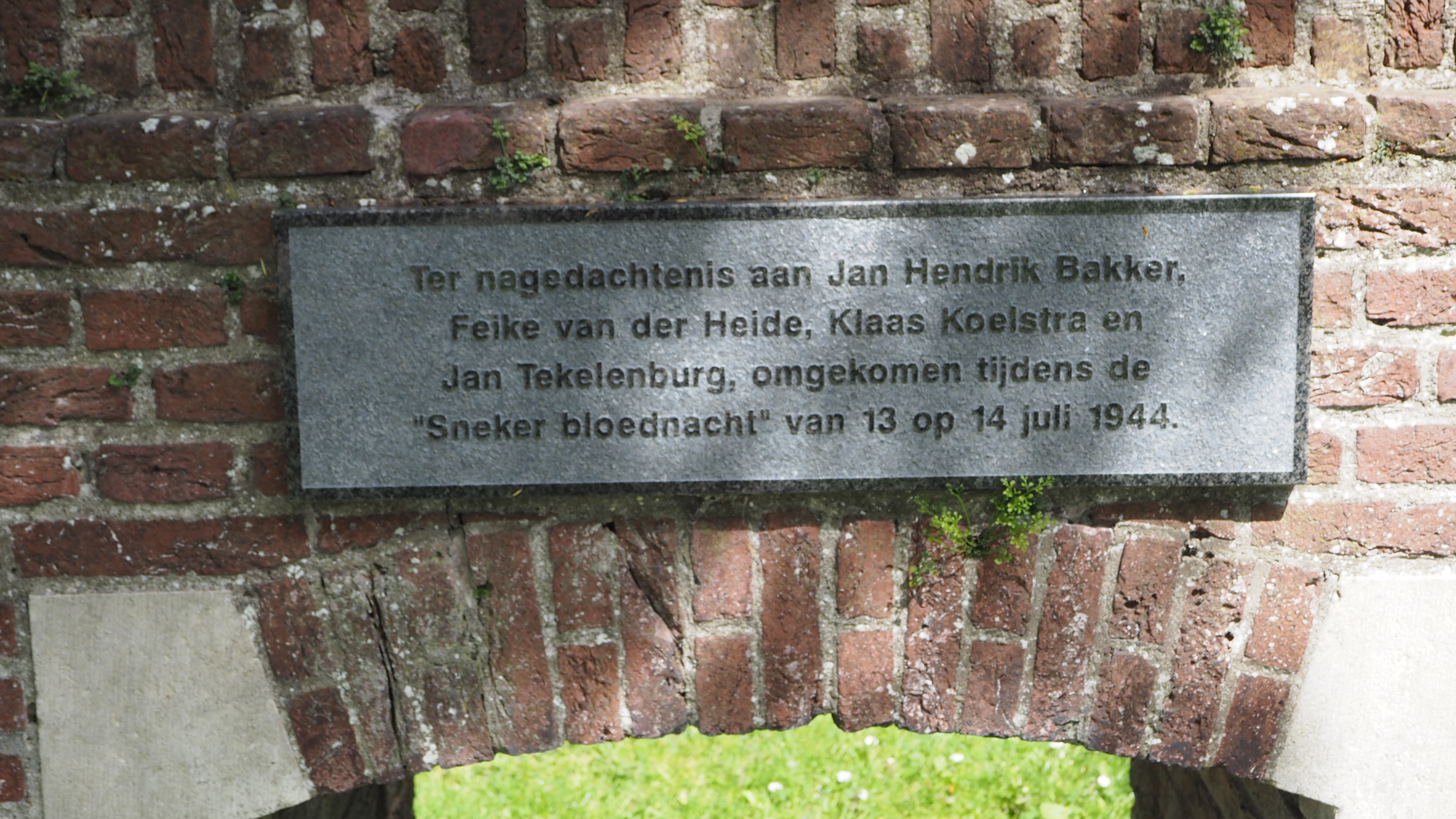
Herinneringsplaquette met hierop de namen van de slachtoffers van de Bloednacht

De Sneeker Bloednacht is de benaming voor de nacht van 13 op 14 juli 1944 waarin vier inwoners van Sneek werden geliquideerd als vergelding voor de moord op een lid van de Nationalsozialistisches Kraftfahrkorps (NSKK).

## Aanleiding
De directe aanleiding van de Sneker Bloednacht ligt op 12 juli 1944. Op deze woensdag werd NSKK'er Gaele van der Kooij door het verzet ontvoerd en later vermoord. In de nacht van 13 op 14 juli nam de Duitse bezetter wraak voor deze liquidatie.

## Sneeker Bloednacht

### 22.30-01.30 uur: aanvang, Tekelenburg
Op 13 juli 1944 vertrok rond de klok van 22.30 uur een bus met 25 leden van de NSKK vanuit Leeuwarden richting Sneek. SD'er Jan Ale Visser, die bekendstond als schietgraag, had een dodenlijst bij zich met de namen van 25 vooraanstaande inwoners van Sneek. Deze Sneekers stonden bij de bezetter als anti-Duits bekend.
Met hulp van twee NSB'ers die afkomstig waren uit Sneek werd, nadat de lijst eerder was opgesplitst, de zoektocht gestart. De eerste groep trof op bijna alle adressen geen bewoners aan. Aangekomen bij de Martinikerk keek Jan Tekelenburg, die in de buurt woonde en die op de dodenlijst stond, gealarmeerd door het geluid op straat door het raam. Bij zijn huis aangekomen werd hij direct na het openen van zijn voordeur vermoord.

### 01.30-02.30 uur: Bakker, Van der Heide
De tweede groep kwam rond de klok van half twee aan bij het huis van Jan Hendrik Bakker in de Wijde Noorderhorne. Nadat hij werd meegenomen hoorde zijn familie later een schot. Doordat het te gevaarlijk was om naar buiten te gaan, vond zijn zoon de volgende morgen zijn lijk. Enkele minuten later kwam het eskader aan bij het huis van de familie Van der Heide. Zoon Feike had enkele dagen ervoor ruzie gemaakt met een NSB'er, wat deze avond zijn dood zou betekenen. Nadat hij van huis werd meegenomen viel even later het dodelijke schot.

### 02.30-03.30 uur: Koelstra, Rasterhoff
Rond half drie was het mevrouw Koelstra die de deur opende voor de groep Duitsers. Even later werd haar man, Klaas Koelstra, door 15 mannen meegenomen. Op de Leeuwarderweg werd Koelstra vermoord. Hierna ging men op weg naar de woning van gemeentesecretaris Ludolf Rasterhoff. Hij werd in zijn achterhoofd geschoten, maar hield zich schijndood. Later zou hij van zijn verwondingen herstellen.

### 03.30 uur: einde
Zo'n twee uur nadat beide groepen hun ronde begonnen werd deze beëindigd omdat de spertijd voorbij was. De vier dodelijke slachtoffers, allen slachtoffer van een schot van Jan Ale Visser, werden zoals gezegd even later gevonden. De Sneeker Bloednacht was een feit.
Het verslag van de liquidatie van Van der Kooij en de daarop volgende vergeldingsactie verscheen enkele dagen later in de illegale pers.

## Herdenkingsplaquette
Op 24 september 2007 zijn herinneringsplaquettes onthuld op het oorlogsmonument in Sneek met hierop de namen van de slachtoffers van de Bloednacht. Ook in de Grote of Martinikerk bevindt zich een herdenkingspaneel.
Nederland in de Tweede Wereldoorlog
 Portaal:Tweede Wereldoorlog